# Moldtelecom
47°1′1″ пн. ш. 28°50′41.83″ сх. д. / 47.01694° пн. ш. 28.8449528° сх. д.

Moldtelecom  — національна телекомунікаційна компанія в Молдови. надає послуги доступу в Інтернет, фіксованого дротового та бездротового зв'язку, мобільного зв'язку та цифрового телебачення.

## Історія
Компанія «Молдтелеком» заснована 1 квітня 1993 як державне підприємство внаслідок реструктурування сектора електрозв'язку Молодови. 
5 січня 1999 «Молдтелеком» реорганізований в акціонерне товариство. Засновником та єдиним акціонером є держава. «Молдтелеком» управляє мережею фіксованого телефонного зв'язку на 1 млн ліній за допомогою 41 філії, розташованих у всіх адміністративних центрах Молдови. Клієнтська база компанії постійно зростає і останнім часом перевищує 1 млн абонентів. Штат компанії становить 7 048 осіб. Середня телефонна густина по країні становить 25,3 %. 

## Інтернет
Останнім часом загальна сумарна ємність каналів доступу в Інтернет компанії Moldtelecom перевершує 40 Gbps. 

### Dial-Up
Moldtelecom — єдина компанія, що надає доступ в Інтернет за допомогою технології Dial-Up на території всієї країни (за винятком Придністров'я). 

### Max-DSL
Для надання послуг Інтернету за допомогою технології ADSL використовується окрема торгова марка — MaxDSL. Такий вид послуг надається також на території всієї країни та доступний як фізичним, так і юридичним особам. Швидкості скачування при такому виді доступу — в інтервалі від 2 Мегабіт/с до 10 Мегабіт/с. 

### MaxFiber
MaxFiber — високошвидкісний доступ до ресурсів мережі Інтернет, що надається компанією Moldtelecom допомогою волоконно-оптичної технології. 
До кінця вересня 2009 в Кишиневі підключено 103 будинки. Також активно підключаються будинки в Бельцях, Сороках, Унгенах і Комраті. 

## Цифрове телебачення
З 2009 послуга надавалася в тестовому режимі безкоштовно. 22 лютого 2010 послуга запущена в комерційну експлуатацію. Цифрове телебачення на початковому етапі надає 50 телевізійних каналів. 

## Мобільний зв'язок

Unité Logo

Unité — бренд компанії Moldtelecom, що використовується для надання послуг мобільного зв'язку. 
З 1 квітня 2007 Unité запустив мережу мобільного зв'язку стандарту CDMA в діапазоні частоти 450 МГц. 
З 21 травня 2010 надаються також послуги в мережі стандарту UMTS в діапазоні частоти 2100 МГц. 
На кінець 2011 у Unité було більше 187 тисяч абонентів. 

## Адреси
- Штаб-квартира Moldtelecom: MD-2001 Кишинів, бул. Штефан чел Маре ши Сфинт, 10.